# Confuciusornis

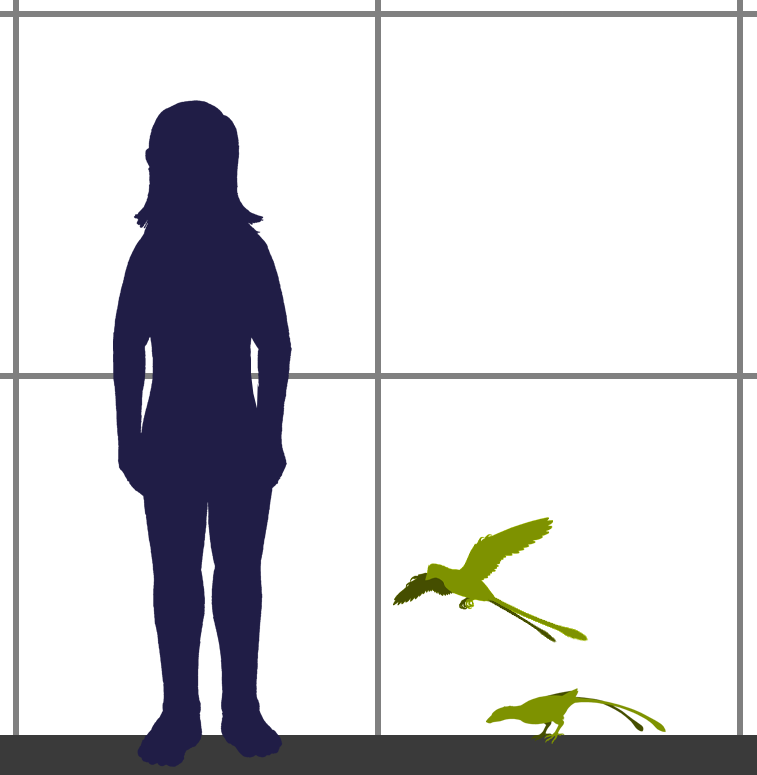
Tamaño comparativo.

Confuciusornis es un género de aves prehistóricas del tamaño de un cuervo, que vivieron a finales del período Cretácico Inferior (hace aproximadamente 120 millones de años) en lo que hoy es China. 
Al igual que las aves modernas, Confuciusornis tenía un pico sin dientes, aunque algunos parientes cercanos de las aves modernas tales como Hesperornis e Ichthyornis sí tenían dientes, lo que indicaría que la pérdida de ellos ocurrió convergentemente en Confuciusornis y en las aves contemporáneas.   
Las especies reconocidas son C. sanctus (especie tipo del género), C. dui, C. chuonzhous y C. suniae (las dos últimas probablemente pueden considerarse sinónimos de C. sanctus). Un pariente cercano, Changchengornis hengdaoziensis vivió en la misma época y región. Los Changchengornis poseían también largas plumas en la cola, y un esponjoso abrigo de plumas. Análisis cladísticos recientes indican que Confuciusornis está más relacionado con Microraptor y otros dromeosáuridos que con Archaeopteryx; en cualquier caso, es seguro que no evolucionó a partir de Archaeopteryx.

## Descripción

### Anatomía comparada deConfuciusornis
Desde la década de 1980, en que Archaeopteryx estaba aislado morfológica y temporalmente respecto de las otras aves extintas conocidas por ese entonces, han sido descubiertos fósiles de numerosas formas de transición que llenan los huecos remanentes —Confuciusornis es uno de ellos—. La apariencia de Confuciusornis presenta algunas semejanzas con la de Archaeopteryx; es una forma de transición destacable con algunas  características plesiomórficas (ancestrales), algunas de las cuales ya se esbozaban en los antepasados de las aves (los dinosaurios terópodos), y características apomórficas (derivadas) que aparecieron durante la evolución de las aves. Algunos de ellos se indican en la Tabla 1. "Terópodo no aviano" es un concepto que se utiliza para referirse a los dinosaurios terópodos en el sentido usual, pero sin incluir a sus descendientes, las aves.
Confuciusornis tenía el tamaño de un cuervo o una paloma modernos, con una envergadura de hasta 70 cm y un peso estimado de hasta 1,5 kg o menos de 0,2 kg, según diferentes autores. La especie C. feducciai tenía una longitud alrededor de un tercio mayor que la media de los especímenes de C. sanctus.
| Tabla 1: Comparación de características ancestrales y derivadas de Confuciusornis con otros grupos |                                                |                  |                                 |                                   |
| Características anatómicas                                                                         | Dinosaurios terópodos ("Terópodos no avianos") | Archaeopteryx    | Confuciusornis                  | Aves superiores (Ornithothoraces) |
| Dientes                                                                                            | con muchos                                     | +                | -                               | con muchos Aves cretácicas        |
| Dos aberturas craneanas posteriores (cráneo diápsido)                                              | +                                              | -                | +                               | -                                 |
| Cola corta con pigóstilo, hueso formado por fusión de las vértebras de la cola                     | en pequeño número                              | -                | +                               | +                                 |
| Clavículas fusionadas (Fúrcula)                                                                    | algunos (forma de búmeran)                     | forma de búmeran | forma de búmeran                | forma en V, forma de horquilla    |
| Coracoides, hueso del hombro es largo, con forma de cinta                                          | -                                              | -                | +                               | +                                 |
| Esternón con quilla                                                                                | -                                              | -                | - (pero con un peine bajo)      | + (en aves voladoras)             |
| Costillas vinculadas al esternón                                                                   | con uno                                        | -                | +                               | +                                 |
| Costillas abdominales (Gastralia)                                                                  | +                                              | +                | +                               | -                                 |
| Costillas con procesos unciformes                                                                  | en una                                         | -                | +                               | en muchas                         |
| Húmero dilatado basalmente con cresta deltopectoral perforada (autoapomorfia)                      | -                                              | -                | +                               | -                                 |
| Huesos medios de la mano I-III del carpo-metacarpo, soldados                                       | -                                              | -                | + (Soldados solo hacia la base) | +                                 |
| Huesos medios de la pata II- IV soldados (Tarsometatarso)                                          | con uno                                        | +                | +                               | +                                 |
| Hueso medio de la pata V presente                                                                  | +                                              | +                | +                               | -                                 |
| Plumas de vuelo activo, asimétricas                                                                | algunas                                        | +                | +                               | +                                 |
| Álula (n.º de plumas)                                                                              | escasas                                        | -                | -                               | +                                 |

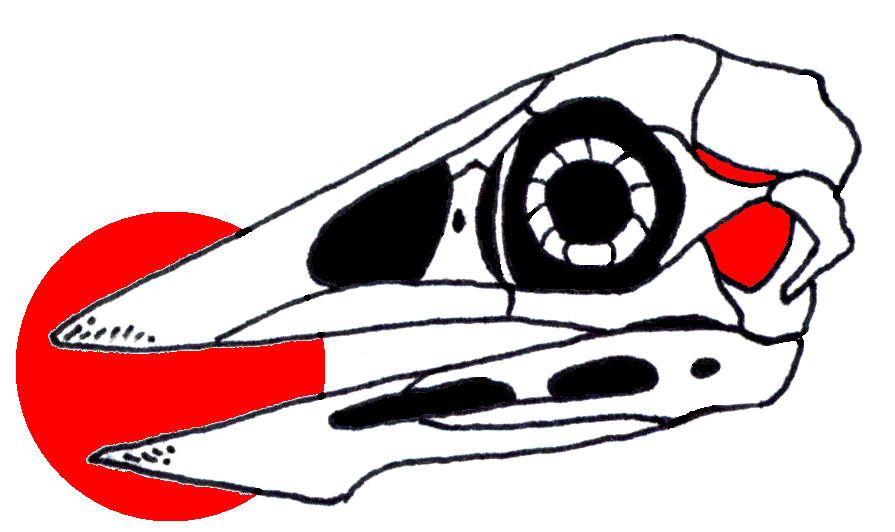
Reconstrucción del cráneo del C. sanctus. En rojo se indican el pico sin dientes y ambas aberturas craneanas posteriores (Chiappe et al., 1999)

El cráneo presenta una inusual combinación de características: mientras que el pico de Confuciusornis al igual que el pico de las aves actuales no poseía dientes, otras aves más modernas como Liaoningornis y Yanornis en cambio todavía tenían dientes. Sin embargo, la zona posterior de la cabeza estaba conformada en forma similar que en los reptiles diápsidos: dos pares de aberturas craneanas (infratemporal y supratemporal) se ubicaban por detrás de las aberturas oculares (órbitas). En todas las otras aves, incluido Archaeopteryx, no se ha probado la existencia de estas aberturas en la parte posterior del cráneo. 
El aparato de vuelo de Confuciusornis era más desarrollado que el de Archaeopteryx: el esternón de algunos de los ejemplares presenta un empeine que tiene alguna semejanza a la quilla que poseen las aves modernas. Esto es un aspecto relevante ya que es el punto de comienzo de los músculos más importantes para el sistema de vuelo cuya existencia permite reducir la amplitud del aleteo y el tamaño de las alas, por esta razón todas las aves modernas voladoras poseen una quilla prominente. El hueso coracoide en el sistema del hombro es más extendido que el de Archaeopteryx, lo cual es indicativo del desarrollo de la musculatura del hombro en la dirección de las aves modernas.

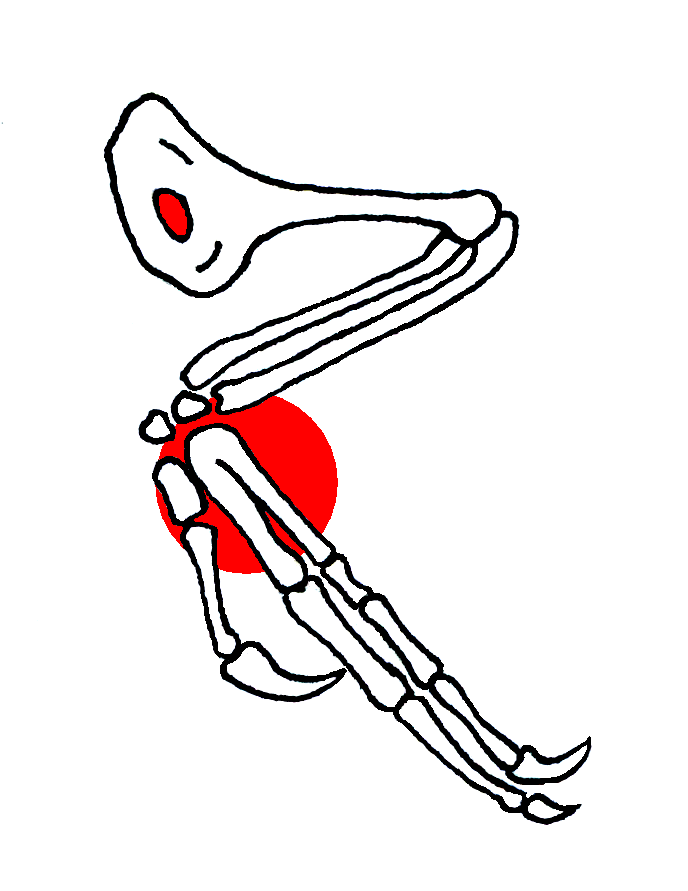
Ala de C. sanctus. En rojo se indican la abertura en el húmero y la soldadura del carpometacarpo (Chiappe et al., 1999)

El pecho de Confuciusornis estaba reforzado por su fúrcula (fusión de las clavículas en un único hueso) su interconexión con las costillas y las costillas vinculadas al esternón. Sin embargo la fúrcula, al igual que en Archaeopteryx y distintos terópodos no avianos no poseía una forma de horquilla sino una forma de búmeran.
La reconstrucción mostrada en la figura ilustra la mano de Confuciusornis la cual trabajaba en forma original. Los huesos metacarpos (Metacarpalia) II y III se han soldado cerca de la muñeca con el hueso en forma de medialuna de la muñeca a un carpometacarpo. En las aves modernas la fusión de la mano está tan extendida que solo una falange del primer dedo se puede mover libremente: el "pulgar" porta el ala extrema (Alula) que resulta importante durante ciertas maniobras de vuelo (por ejemplo aterrizajes). La información disponible a la fecha no indica que Confuciusornis y Archaeopteryx tuvieran alula. Con una sola excepción (Microraptor) esta característica se manifiesta solo en aves del grupo superior de Ornithothoraces como por ejemplo Eoalulavis ("aves de Alula temprana").
Confuciusornis es el dinosaurio volador más antiguo con un aparato de vuelo casi moderno. También provee evidencia valiosa sobre como la garra evolucionó hasta convertirse en una "mano voladora".
El dinosaurio terópodo ancestral tenía tres dedos funcionales en la mano: el pulgar, el índice y el medio. Las aves mantienen esos tres dedos, si bien ahora se especializan en el vuelo en vez de en la función prensil. Por mucho tiempo se ha tratado de comprender como es que se realizó la transición en los dinosaurios desde una mano de agarre a una mano voladora, en este sentido Confuciusornis brinda información útil para ayudar a comprender el tema. Confuciusornis conserva todavía garras raptoras funcionales en sus dedos pulgar y medio, pero su dedo índice —el dedo que sostiene las plumas de vuelo— se compone de huesos planos y amplios y una garra menor. 
Al igual que en otros maniraptores basales, los dedos pulgares y medio del Confuciusornis se cierran uno sobre el otro permitiendo así que la mano pueda volar mientras que retiene alguna capacidad de asir.
El estudio de los fósiles de Confuciusornis muestra que tenía un húmero excepcionalmente largo. Posee en su extremo superior cerca del hombro una gran placa ósea con una abertura oval característica, que podría haber contribuido a reducir el peso del hueso. La función de esta abertura no está clara para un autapomorfismo, y se pensaba era una característica exclusiva de este tipo. Sin embargo en el 2002 se describió el ave Sapeornis que proviene también de las rocas del macizo Jehol, y posee una abertura similar en el antebrazo. Por lo tanto podría ser posible que esta característica estuviera más difundida entre las aves tempranas que lo que inicialmente se pensó.
Confuciornis (y Sapeornis) se diferencian de Archaeopteryx, Rahonavis y Jeholornis por tener los primeros una importante innovación consistente en el acortamiento de la cola y el desarrollo de un pigóstilo mediante la fusión de las últimas vértebras de la cola. Esta modificación del esqueleto de la cola era una ventaja para la navegación en vuelo.
La fúrcula era una barra simple, igual que la de Archaeopteryx. El esternón era una placa pequeña y simple que podría haber tenido una leve quilla pero que no parecía adecuada para fijar una gran masa muscular. Sin embargo, las escápulas estaban fusionadas a los huesos coracoides y puede ser que hayan formado una base sólida para fijar los músculos de vuelo. Ningún ave moderna posee una estructura comparable. La orientación de la coyuntura glenoide (hombro) era lateral, en vez de en ángulo dorsal como en las aves modernas; esto significa que Confuciornis era incapaz de levantar sus alas por encima de su espalda. Al igual que Archaeopteryx, era por lo tanto incapaz del aleteo en sentido ascendente que realizan las aves modernas (batir las alas), pero la forma particular de los huesos de su hombro hacen posible que hubiera utilizado alguna otra técnica.
En algunos ejemplares se han encontrado plumas largas en las extremidades inferiores, teniendo por tanto "cuatro alas"; lo mismo se ha encontrado en ejemplares de Sapeornis, Cathayornis y Yanornis.

### Habilidad de vuelo y estilo de vida

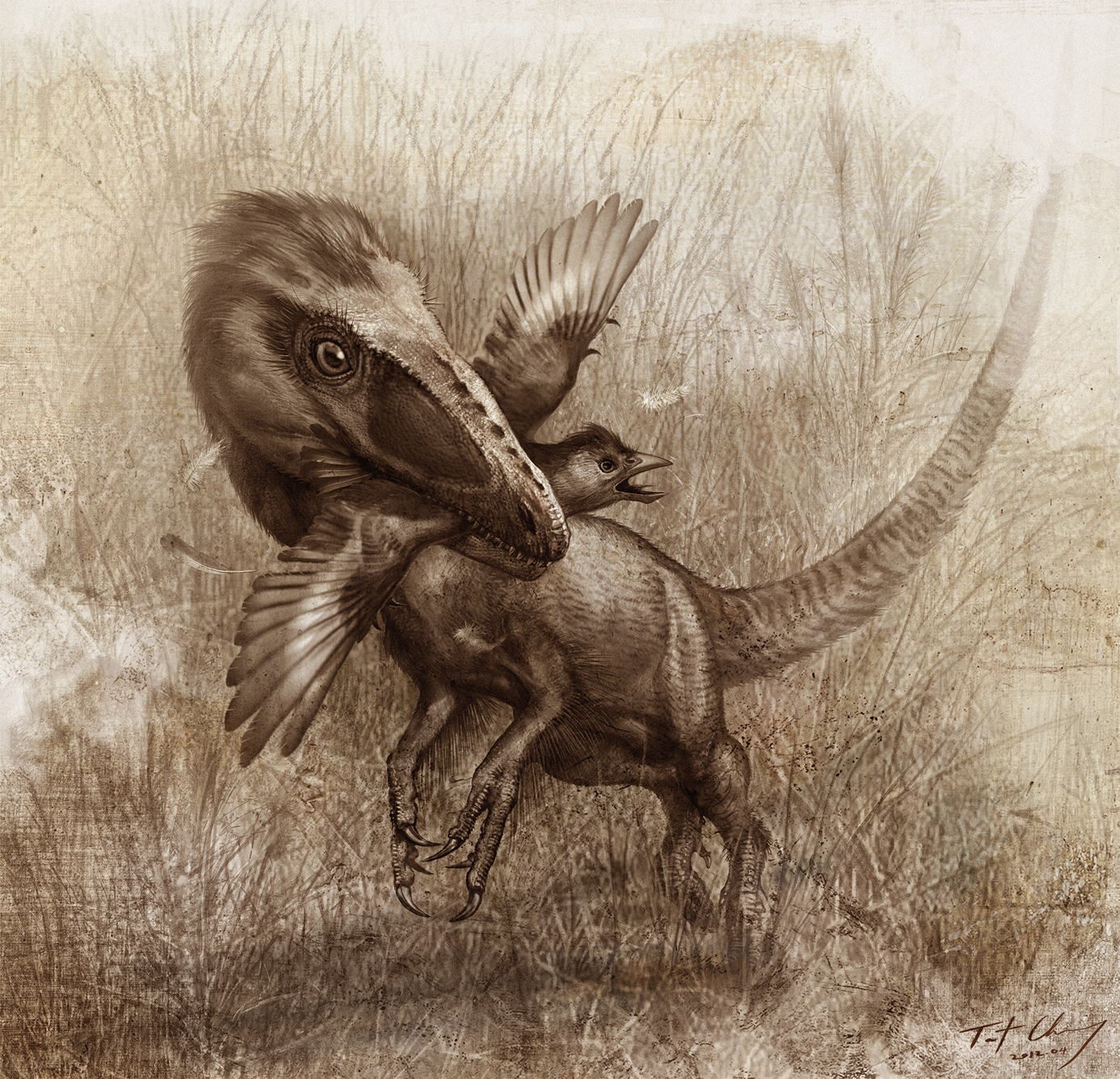
Confuciusornis siendo cazado por un Sinocalliopteryx gigas.

Varios grupos de paleo-ornitólogos en distintos trabajos han estudiado el tema de la habilidad de vuelo del Confuciusornis. Dado que el aparato de vuelo del Confuciusornis no era el más apropiado para despegar desde el nivel del suelo, pero como el Confuciusornis tenía grandes garras en manos y patas, es que se formuló la teoría de que sus garras probablemente le permitían trepar a árboles, desde donde se lanzaba para comenzar su vuelo.

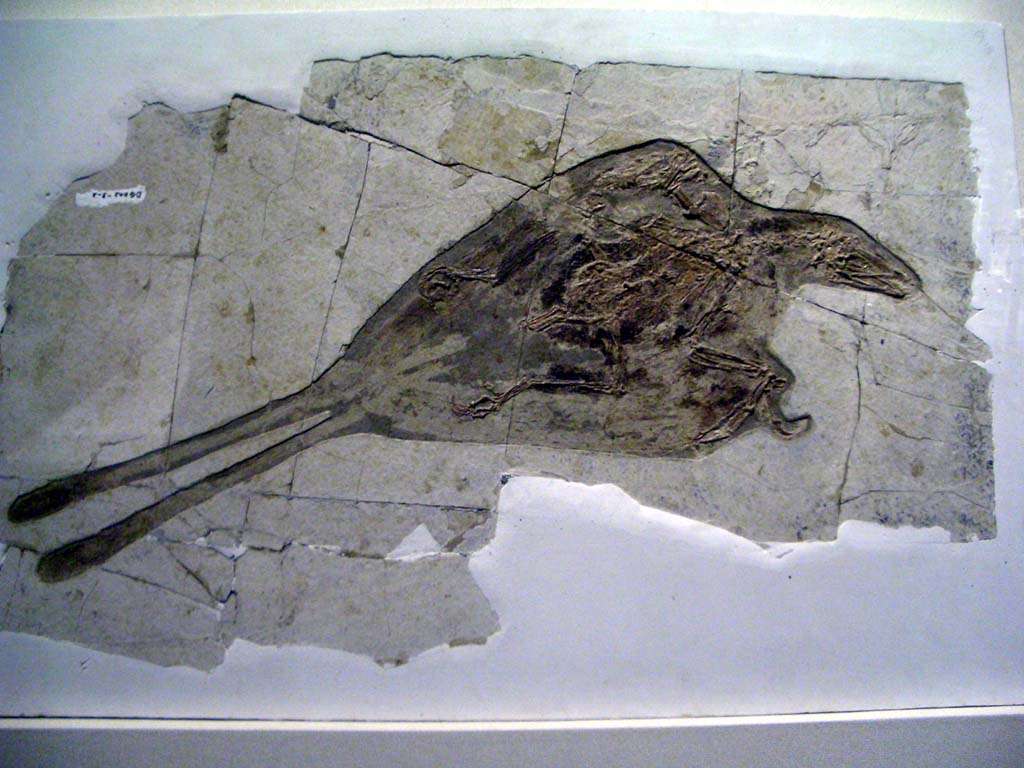
Confuciusornis sanctus con pigóstilo del tipo "barra" y sus dos plumas de cola distintivas.

En contra de esta idea, se debe notar que la pata no era especializada y que en comparación con aves modernas que habitan en árboles sus garras no estaban adaptadas para agarrarse de las ramas. Además, las largas plumas de su cola seguramente le entorpecerían trepar a los árboles.
Los opositores a la teoría del Confuciusornis trepador destacan que las distintas adaptaciones que tenía su esqueleto eran suficientes para permitirle remontar vuelo a partir del suelo. Peter & Qiang sostienen la posición que el Confuciusornis tenía una capacidad de vuelo limitada a causa de la ubicación incorrecta de sus grandes alas. Esta última característica, sin embargo, daría sustento a la idea de que los representantes de esta especie podrían haber sido buenos planeadores.
El grupo de estudio liderado por Hou Lianhai consideró probable que el Confuciusornis fuera herbívoro. Sin embargo, Dalsätt et al. describieron un ejemplar del C. sanctus de la Formación de Jiufotang que poseía evidencia concreta sobre su dieta: el hallazgo de varias vértebras y costillas de Teleostiers "Jinanichthys" en la zona cervical baja y pecho del esqueleto del ave indican que el Confuciusornis por lo menos comía pescado entre otros alimentos.
Los huesos de pescado eran presumiblemente parte de una egagrópila, producto de la ingesta del ave poco antes de su muerte. Dalsätt et al. interpretan que dada la morfología del pico del Confuciusornis el mismo habría sido omnívoro, y que los restos de pescado según su opinión eran parte de su dieta habitual junto con semillas y otras partes de las plantas.
La existencia de gran cantidad de esqueletos de Confuciusornis en los depósitos lacustres en el sitio arqueológico de Sihetun parecería indicar que las aves muy probablemente visitaban las costas de los lagos para pasar la noche. En aquellas zonas donde se ha excavado más de 40 ejemplares cada 100 m², es posible que su muerte haya sido debida a algún desastre natural: por ejemplo una deposición de cenizas volcánicas podría haber causado la muerte simultánea de los individuos, haciendo que sus cuerpos permanecieran en las costas del lago entre las cenizas. De acuerdo a esta teoría, se concluiría que los individuos de Confuciusornis vivían en grupos o se juntaban temporalmente, en forma similar a los que ocurre con muchas clases de aves recientes.

### Dimorfismo sexual y apareamiento
Entre el 5 al 10 % de los ejemplares de Confuciusornis muestran impresiones fósiles indicativas de un par de largas plumas de cola. Varios estudiosos consideran esta una diferencia entre géneros. Si dicha teoría fuera correcta, sería este el indicio más antiguo de dimorfismo sexual en aves.
Las consecuencias biológicas sobre el comportamiento, de tal diferencia de género serían variadas: podría haber existido una forma de selección de pareja por aquellos individuos que lucían el plumaje sobre los del otro género que no lo tenían. Si los animales masculinos eran los que poseían las colas largas, entonces el desequilibrio entre la cantidad de individuos de uno y otro género sería un indicio de la existencia de alguna forma de poligamia.
La elección de su compañero por parte de la hembra era apropiado y eficiente si el macho tomaba parte del cuidado de los pichones, por ejemplo, si el macho se encargaba de proteger las crías de la hembra que fecunda.
La diferencia existente en el plumaje hace pensar que ya podría haber existido un comportamiento social complejo en las aves del Cretácico Inferior.

### Crecimiento y desarrollo
La evolución biológica de los patrones de crecimiento de las aves se estudiaron con ayuda de huesos de las extremidades del Confuciusornis sanctus y otras aves primitivas. Analizando el patrón de crecimiento del hueso desde su centro en forma radial se pueden interpretar los cambios, en forma similar al método que se aplica a los anillos de los árboles (véase dendrocronología), y así estudiar el crecimiento durante el desarrollo del individuo. La diferenciación de las fases de crecimiento se realiza mediante el análisis bajo el microscopio de una sección transversal de hueso.
La "corteza" de los huesos del Confuciusornis es del tipo de crecimiento rápido, muy bien irrigada por la estructura interna del hueso que se asemeja al núcleo formado por laminillas fibrosas que poseen los huesos de las aves modernas, y con una capa de cobertura encerada exterior. Esta última era más resistente en su zona interior y a la vez contaba con menor irrigación sanguínea y representa el período de crecimiento final del ave.  Mediante el uso de técnicas de histología ósea, De Ricqlès demostró que el período de crecimiento del "Confuciusornis" era de unas 20 semanas o un poco menos. Este período es largo si se lo compara con el de la mayoría de las aves recientes, pero algo menor que el de los celurosaurianos.
Obviamente, las aves primitivas presentan una reducción en el tamaño del individuo adulto con respecto a sus antepasados dinosaurios, reduciéndose especialmente la fase inicial de crecimiento rápido que está asociada a la fibra interna de la corteza ósea. 
Aun así el análisis de las laminillas fibrosas del Confuciusornis muestra que en contra de lo aceptado previamente, las aves plesiomórficas ya presentaban (al igual que sus antecesores y descendientes) fases de crecimiento rápido, contando con un metabolismo lo suficientemente elevado para sostener altos ritmos de crecimiento. El lento tejido óseo encerado del Enantiornithiformes que inicialmente se había considerado típico de las aves plesiomórficas, aparentemente es una disminución adicional del ritmo de crecimiento, fenómeno este que no se encontraba presente aún en las aves primitivas ni en el "Confuciusornis". Por lo tanto, los altos ritmos de crecimiento como los que se observan en las aves modernas, se desarrollaron en forma secundaria durante el Cretácico.
Una línea de investigación se ha enfocado en buscar una explicación para la disminución del ritmo de crecimiento en las aves tempranas. Según esta teoría, dado que los embriones fósiles del ave del cretácico Gobipteryx presentan un esqueleto del ala con un alto nivel de osificación es que se piensa, que los representantes de este tipo y probablemente las aves plesiomórficas habrían tenido características precociales extremadamente prematuras, teniendo la capacidad de comenzar a volar muy poco tiempo después de romper el cascarón. Según esta teoría una gran proporción de la energía del ave joven sería utilizada para volar y por lo tanto no estaría disponible para aumentar su volumen corporal. Esta condición se presentaría en aves tales que los pichones fueran objeto de un intenso cuidado por parte de los adultos. Por lo tanto los pichones no necesitan poder volar inmediatamente después del nacimiento o ser capaces de sobrevivir sin la ayuda de los padres, de esta manera pueden invertir una gran proporción de la energía ingerida en desarrollarse y aprender a volar.

## Historia

### Descubrimiento e investigación

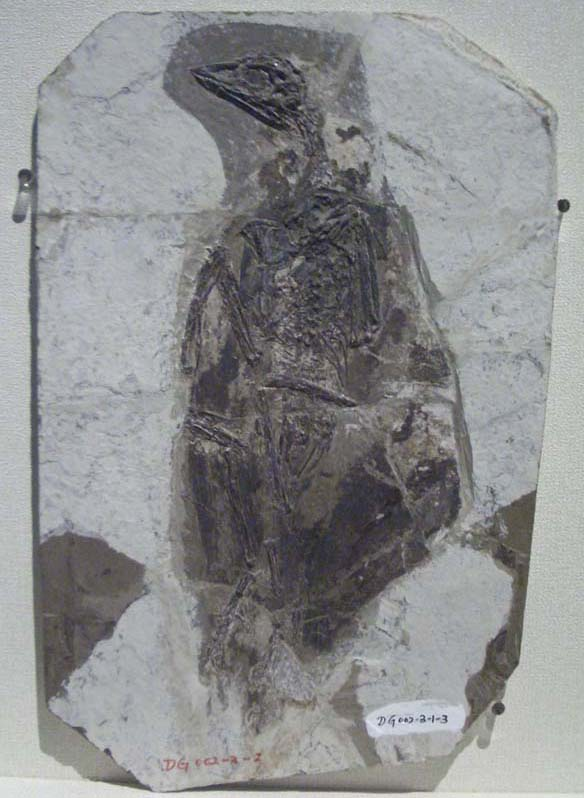
Fósil de Confuciusornis sanctus, Museo de Ciencia de Hong Kong.

En 1993, se descubrieron los primeros restos fósiles de un ave de 30 cm en una zona próxima a Sihetun y Jianshangou cerca del pueblo de Beipiao, China. Estos restos fueron identificados en 1995 por un grupo de investigación chino liderados por Hou Lianhai como Confuciusornis sanctus ("Ave santa de Confucio"). Desde entonces el yacimiento de Sihetun ha sido muy rico en restos fósiles de aves: para el año 2000 ya se habían excavado más de 1000 ejemplares de Confuciusornis. El Confuciusornis sanctus no fue la única especie de Confuciusornis descubierta: entre los años 1997 y 1999 el grupo de investigación nombró otras tres especies, existiendo controversia sobre dos de ellas. En el mismo yacimiento también se han encontrado fósiles de otras aves como el Liaoningornis en 1996 y el Changchengornis en 1999. Lamentablemente, hacia finales de la década de 1990 muchos fósiles de aves habían sido excavados por ladrones de tumbas. Al momento en que se tuvo éxito en proteger los sitios con mayores riquezas fósiles en la zona de Beipiao contra la actividad de cazadores y traficantes de fósiles, se estima que cientos de especímenes habían sido excavados ilegalmente y vendidos al extranjero.
Inicialmente, al descubrir Confuciusornis se había pensado, que las rocas sedimentarias de la formación de Yixian o Jehol al cual pertenecen los niveles con yacimientos de Sihetun y Jianshangou, tendrían una edad comparable a la caliza de Solnhofen de la cual provenía  Archaeopteryx. Sin embargo en 1999 se publicaron resultados de fechado radiométrico de las rocas sedimentarias que indicaban la época Cretácico temprano, una datación más moderna, para todo el macizo Jehol, datación confirmada en trabajos posteriores. Por lo tanto, son coherentes la anatomía más moderna y la edad más reciente de Confuciusornis (Cretácico temprano) respecto a Archaeopteryx (Jurásico tardío).

### Importancia deConfuciusornisen la fauna aviar de Yixian
En la tabla estratigráfica que se muestra a continuación, se listan las unidades que componen el Grupo Jehol así como las aves citadas en las secciones previas, la tabla se ordena estratigráficamente (las unidades más antiguas en su parte inferior y las más modernas en su parte superior).
| Tabla 2: Distribución estratigráfica del registro fósil de aves del Grupo Jehol | Tabla 2: Distribución estratigráfica del registro fósil de aves del Grupo Jehol | Tabla 2: Distribución estratigráfica del registro fósil de aves del Grupo Jehol | Tabla 2: Distribución estratigráfica del registro fósil de aves del Grupo Jehol                                                                     | Tabla 2: Distribución estratigráfica del registro fósil de aves del Grupo Jehol          |
| Formaciones                                                                     | Miembros                                                                        | Aves primitivas                                                                 | Ornithothoraces | Ornithothoraces                                                                          |
| Formaciones                                                                     | Miembros                                                                        | Aves primitivas                                                                 | Enantiornithes | Ornithurae                                                                               |
| ------------------------------------------------------------------------------- | ------------------------------------------------------------------------------- | ------------------------------------------------------------------------------- | --- | ---------------------------------------------------------------------------------------- |
| Formación Jiufotang                                                             | Formación Jiufotang                                                             | Confuciusornis sp., Sapeornis chaoyangensis, Jeholornis prima                   | Sinornis santanensis, Longchengornis sanyanensis, Cuspirostrisornis houi, Largirostrornis sexdentorius, Boluochia zhengi, Longipteryx chaoyangensis | Chaoyangia beishanensis, Yanornis martini, Yixianornis grabaui, Songlingornis linghensis |
| Formación Yixian                                                                | Miembro Jingangshan                                                             | Confuciusornis sp.                                                              | --- | ---                                                                                      |
| Formación Yixian                                                                | Miembro Dawangzhangzi                                                           | Confuciusornis sp.                                                              | Liaoxiornis delicatus, Liaoxiornis sp. | ---                                                                                      |
| Formación Yixian                                                                | Miembro Jianshangou                                                             | Confuciusornis sanctus, Confuciusornis dui, Changchengornis hengdaoziensis      | Protopteryx fengningensis, Eoenantiornis buhleri | Liaoningornis longiditris                                                                |

A diferencia de lo que sucede con otras aves, los sedimentos de la formación de Yixian han registrado la evolución de Confuciusornis durante más de 15 millones de años, que coincide en gran medida con el período de desarrollo de esta ave. Lo extenso de este período indica que, a pesar de las características relativamente rústicas de su sistema de vuelo, los Confuciusornis fueron capaces de competir con aves de morfología más avanzada.
Aun así es posible observar en la secuencia una tendencia hacia aves más desarrolladas. A más tardar durante el desarrollo de la Formación de Jiufotang dominó el Enantiornithes, un grupo que dominó muchos ecosistemas hasta su extinción durante el Cretácico superior. Es de destacar que la especie Jeholornis prima que era aún más similar a Archaeopteryx que Confuciusornis, recién aparece al final del período registrado en la formación de Yixian.

## Taxonomía
Al igual que las aves modernas, el Confuciusornis tenía un pico sin dientes, aunque algunos parientes cercanos de las aves modernas tales como el Hesperornis y el Ichthyornis si tenían dientes, lo que indicaría que la pérdida de ellos ocurrió convergentemente en Confuciusornis y las aves contemporáneas.
Un pariente cercano, Changchengornis hengdaoziensis vivió en la misma época y región. El Changchengornis poseía también largas plumas en la cola, y un esponjoso abrigo de plumas. Análisis cladísticos recientes indican que Confuciusornis está más relacionado con el Microraptor y otros dromeosáuridos que con Archaeopteryx; en cualquier caso, es seguro que no evolucionó a partir de Archaeopteryx.

### Especies delConfuciusornis

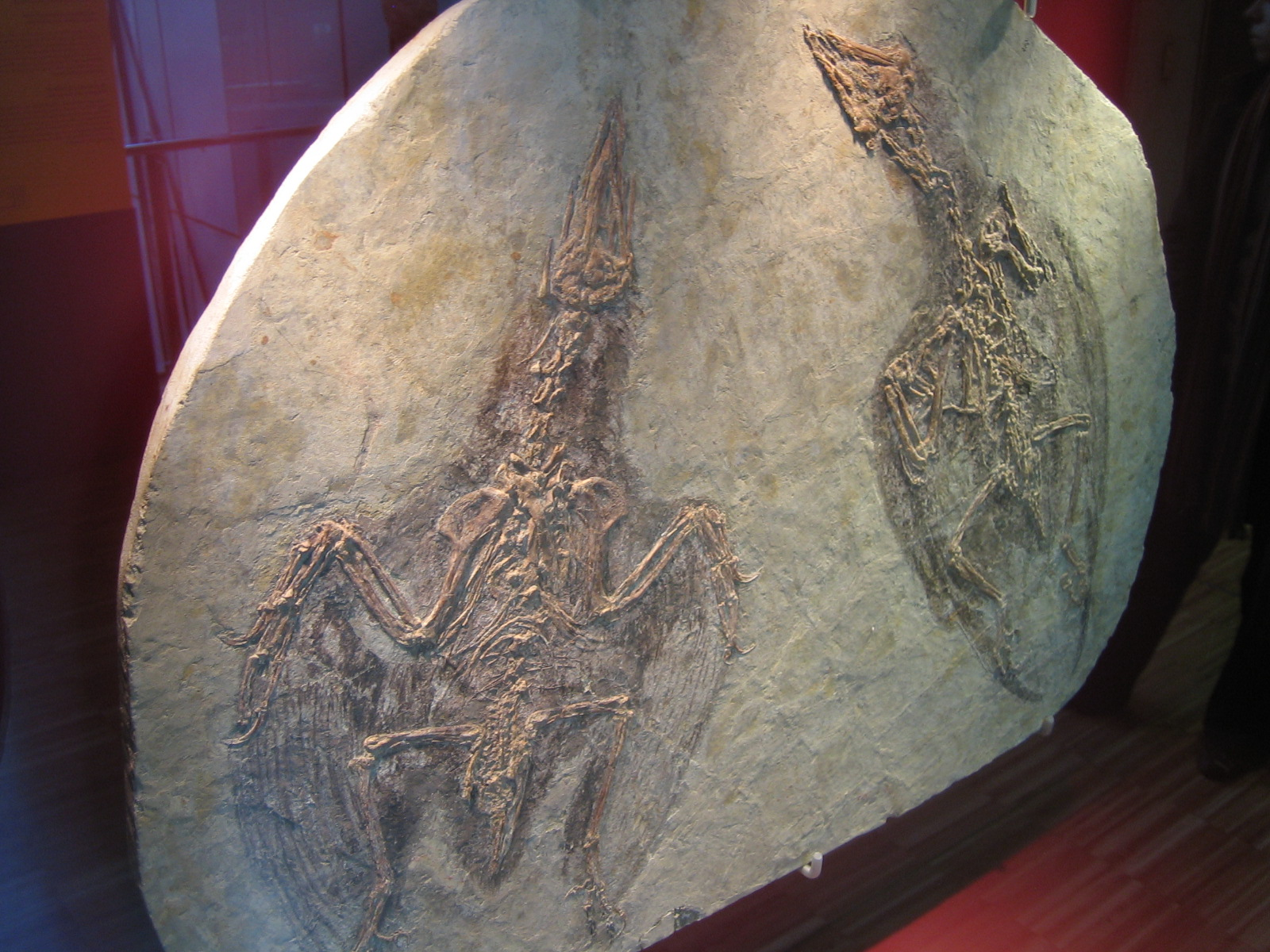
Especímenes de Confuciusornis sanctus, Cosmocaixa, Barcelona.

De las cuatro especies descriptas a la fecha del tipo Confuciusornis dos de ellas son inválidas según la opinión del grupo de investigación liderado por Luis M. Chiappe, ya que el Confuciusornis suniae y el Confuciusornis chuonzhous se basan en una interpretación errónea de variaciones internas del Confuciusornis sanctus. Por lo tanto todos los ejemplares, asignados a estas especies pertenecen al igual que la mayoría de los hallazgos al C. sanctus. Confuciusornis dui, la cuarta especia descripta en 1999, se diferencia del C. sanctus en las proporciones de sus manos, en la forma y conformación de varios elementos de su cráneo, como también en la forma de su esternón y de las costillas que comienzan en él.

### Miembros de la familia Confuciusornithidae
Además del Confuciusornis la familia Confuciusornithidae incluye al tipo Changchengornis, sus miembros se diferencian del Confuciusornis por tener un pico más corto, no poseer una abertura en la parte superior de su húmero, la forma de elementos del hombro y la longitud en dirección posterior del primer dedo (hallux) de la pata. La mayor longitud del Hallux sería un indicador de que el Changchengornis tenía más capacidad para agarrar que el Confuciusornis.
Todos los miembros de la familia Confuciusornithidae tenían las siguientes características comunes: ninguno tenía dientes, todos tenían el húmero dilatado basalmente
con cresta deltopectoral perforada, la forma en V del borde posterior del esternón y la significativa importancia de las garras en las manos (alas).
Los fósiles de ave descriptos en el 2001 como Jinzhouornis fueron también excavados en las rocas del macizo de Jehol y serán incluidos en la familia Confuciusornithidae. A la fecha (diciembre de 2006) no se dispone de una descripción detallada en idioma inglés o español.

### Relaciones entre aves del Mesozoico
|  | Confuciusornis  |
|  |                 |
|  | Changchengornis |
|  |                 |

|  | Enantiornithes                                             |
|  |                                                            |
|  | Ornithuromorpha (incluyendo los Neornithes, aves modernas) |
|  |                                                            |

|  | Confuciusornis  |
|  |                 |
|  | Changchengornis |
|  |                 |

|  | Enantiornithes                                             |
|  |                                                            |
|  | Ornithuromorpha (incluyendo los Neornithes, aves modernas) |
|  |                                                            |

|  | Confuciusornis  |
|  |                 |
|  | Changchengornis |
|  |                 |

|  | Enantiornithes                                             |
|  |                                                            |
|  | Ornithuromorpha (incluyendo los Neornithes, aves modernas) |
|  |                                                            |

|  | Confuciusornis  |
|  |                 |
|  | Changchengornis |
|  |                 |

|  | Enantiornithes                                             |
|  |                                                            |
|  | Ornithuromorpha (incluyendo los Neornithes, aves modernas) |
|  |                                                            |

|  | Confuciusornis  |
|  |                 |
|  | Changchengornis |
|  |                 |

|  | Enantiornithes                                             |
|  |                                                            |
|  | Ornithuromorpha (incluyendo los Neornithes, aves modernas) |
|  |                                                            |

|  | Confuciusornis  |
|  |                 |
|  | Changchengornis |
|  |                 |

|  | Enantiornithes                                             |
|  |                                                            |
|  | Ornithuromorpha (incluyendo los Neornithes, aves modernas) |
|  |                                                            |

|  | Confuciusornis  |
|  |                 |
|  | Changchengornis |
|  |                 |

|  | Enantiornithes                                             |
|  |                                                            |
|  | Ornithuromorpha (incluyendo los Neornithes, aves modernas) |
|  |                                                            |

|  | Confuciusornis  |
|  |                 |
|  | Changchengornis |
|  |                 |

|  | Enantiornithes                                             |
|  |                                                            |
|  | Ornithuromorpha (incluyendo los Neornithes, aves modernas) |
|  |                                                            |

|  | Confuciusornis  |
|  |                 |
|  | Changchengornis |
|  |                 |

|  | Enantiornithes                                             |
|  |                                                            |
|  | Ornithuromorpha (incluyendo los Neornithes, aves modernas) |
|  |                                                            |

|  | Confuciusornis  |
|  |                 |
|  | Changchengornis |
|  |                 |

|  | Enantiornithes                                             |
|  |                                                            |
|  | Ornithuromorpha (incluyendo los Neornithes, aves modernas) |
|  |                                                            |

|  | Confuciusornis  |
|  |                 |
|  | Changchengornis |
|  |                 |

|  | Enantiornithes                                             |
|  |                                                            |
|  | Ornithuromorpha (incluyendo los Neornithes, aves modernas) |
|  |                                                            |

|  | Confuciusornis  |
|  |                 |
|  | Changchengornis |
|  |                 |

|  | Enantiornithes                                             |
|  |                                                            |
|  | Ornithuromorpha (incluyendo los Neornithes, aves modernas) |
|  |                                                            |

|  | Confuciusornis  |
|  |                 |
|  | Changchengornis |
|  |                 |

|  | Enantiornithes                                             |
|  |                                                            |
|  | Ornithuromorpha (incluyendo los Neornithes, aves modernas) |
|  |                                                            |

|  | Confuciusornis  |
|  |                 |
|  | Changchengornis |
|  |                 |

|  | Enantiornithes                                             |
|  |                                                            |
|  | Ornithuromorpha (incluyendo los Neornithes, aves modernas) |
|  |                                                            |

|  | Confuciusornis  |
|  |                 |
|  | Changchengornis |
|  |                 |

|  | Enantiornithes                                             |
|  |                                                            |
|  | Ornithuromorpha (incluyendo los Neornithes, aves modernas) |
|  |                                                            |

|  | Confuciusornis  |
|  |                 |
|  | Changchengornis |
|  |                 |

|  | Enantiornithes                                             |
|  |                                                            |
|  | Ornithuromorpha (incluyendo los Neornithes, aves modernas) |
|  |                                                            |

|  | Confuciusornis  |
|  |                 |
|  | Changchengornis |
|  |                 |

|  | Enantiornithes                                             |
|  |                                                            |
|  | Ornithuromorpha (incluyendo los Neornithes, aves modernas) |
|  |                                                            |

|  | Confuciusornis  |
|  |                 |
|  | Changchengornis |
|  |                 |

|  | Enantiornithes                                             |
|  |                                                            |
|  | Ornithuromorpha (incluyendo los Neornithes, aves modernas) |
|  |                                                            |

|  | Confuciusornis  |
|  |                 |
|  | Changchengornis |
|  |                 |

|  | Enantiornithes                                             |
|  |                                                            |
|  | Ornithuromorpha (incluyendo los Neornithes, aves modernas) |
|  |                                                            |

|  | Confuciusornis  |
|  |                 |
|  | Changchengornis |
|  |                 |

|  | Enantiornithes                                             |
|  |                                                            |
|  | Ornithuromorpha (incluyendo los Neornithes, aves modernas) |
|  |                                                            |

|  | Confuciusornis  |
|  |                 |
|  | Changchengornis |
|  |                 |

|  | Enantiornithes                                             |
|  |                                                            |
|  | Ornithuromorpha (incluyendo los Neornithes, aves modernas) |
|  |                                                            |

|  | Confuciusornis  |
|  |                 |
|  | Changchengornis |
|  |                 |

|  | Enantiornithes                                             |
|  |                                                            |
|  | Ornithuromorpha (incluyendo los Neornithes, aves modernas) |
|  |                                                            |

|  | Confuciusornis  |
|  |                 |
|  | Changchengornis |
|  |                 |

|  | Enantiornithes                                             |
|  |                                                            |
|  | Ornithuromorpha (incluyendo los Neornithes, aves modernas) |
|  |                                                            |

|  | Confuciusornis  |
|  |                 |
|  | Changchengornis |
|  |                 |

|  | Enantiornithes                                             |
|  |                                                            |
|  | Ornithuromorpha (incluyendo los Neornithes, aves modernas) |
|  |                                                            |

|  | Confuciusornis  |
|  |                 |
|  | Changchengornis |
|  |                 |

|  | Enantiornithes                                             |
|  |                                                            |
|  | Ornithuromorpha (incluyendo los Neornithes, aves modernas) |
|  |                                                            |

|  | Confuciusornis  |
|  |                 |
|  | Changchengornis |
|  |                 |

|  | Enantiornithes                                             |
|  |                                                            |
|  | Ornithuromorpha (incluyendo los Neornithes, aves modernas) |
|  |                                                            |

|  | Confuciusornis  |
|  |                 |
|  | Changchengornis |
|  |                 |

|  | Enantiornithes                                             |
|  |                                                            |
|  | Ornithuromorpha (incluyendo los Neornithes, aves modernas) |
|  |                                                            |

|  | Confuciusornis  |
|  |                 |
|  | Changchengornis |
|  |                 |

|  | Enantiornithes                                             |
|  |                                                            |
|  | Ornithuromorpha (incluyendo los Neornithes, aves modernas) |
|  |                                                            |

|  | Confuciusornis  |
|  |                 |
|  | Changchengornis |
|  |                 |

|  | Enantiornithes                                             |
|  |                                                            |
|  | Ornithuromorpha (incluyendo los Neornithes, aves modernas) |
|  |                                                            |

|  | Confuciusornis  |
|  |                 |
|  | Changchengornis |
|  |                 |

|  | Enantiornithes                                             |
|  |                                                            |
|  | Ornithuromorpha (incluyendo los Neornithes, aves modernas) |
|  |                                                            |

|  | Confuciusornis  |
|  |                 |
|  | Changchengornis |
|  |                 |

|  | Enantiornithes                                             |
|  |                                                            |
|  | Ornithuromorpha (incluyendo los Neornithes, aves modernas) |
|  |                                                            |

|  | Confuciusornis  |
|  |                 |
|  | Changchengornis |
|  |                 |

|  | Enantiornithes                                             |
|  |                                                            |
|  | Ornithuromorpha (incluyendo los Neornithes, aves modernas) |
|  |                                                            |

(Cladograma Zhou 2004.)
Los miembros de la familia Confuciusornithidae pertenecen al grupo Pygostylia de formas originales. Los miembros más desarrollados de este grupo pertenecen a las Ornithothoraces en los cuales se reduce la cantidad de vértebras dorsales (thoracalia) y el dedo pulgar maneja una "(Alula)", o trozo extremo del ala (véase también Punto 2). Todos los representantes de los órdenes de aves modernas son descendientes de este grupo.

### Aspectos generales
- Göhlich, Ursula B.; Gerald Mayr: «Zu Besuch bei Confuciusornis & Co. in Nordost-China.» En: Natur und Museum. Senckenbergische Naturforschende Gesellschaft, Frankfurt M. 131.2001, S. 401-409.  ISSN 0028-1301
- Stokstad, Erik : «Exquisite Chinese Fossils Add New Pages to Book of Life.» En: Science. Washington DC 291.2001, S. 232-236. ISSN 0036-8075
- Swisher III, Carl C.; Yuan-Qing Wang, Xiao-Lin Wang, Xing Xu, Yuan Wang: «Cretaceous age for feathered dinosaurs of Liaoning, China.» En: Nature. Macmillan Jounals, London 400.1999, S. 58-61.  ISSN 0028-0836
- Zhong-He Zhou, Lian-Hai Hou: «The Discovery and Study of Mesozoic Fossil Birds in China.» En: Chiappe, Luis M.; Lawrence M. Witmer (Hrsg.): Mesozoic Birds. Above the Heads of the Dinosaurs'.' University of California Press, Berkeley CA 2002, S. 160-182.   ISBN 0-520-20094-2
- Hou, L.; Zhou, Z.; Gu, Y. & Zhang, H. (1995). «Description of Confuciusornis sanctus.» Chinese Science Bulletin 10: 61-63.
- Mayr, G.; Pohl, B. & Peters, D. S. (2005). «A well-preserved Archaeopteryx specimen with theropod features.» Science 310(5753): 1483-1486. doi 10.1126/science.1120331 (HTML abstract) Supporting Online Material

### Anatomía, sistemática, filogénesis
- Chiappe, Luis M.; Shu'an Ji, Qiang Ji, Mark A. Norell: «Anatomy and Systematics of the Confuciusornithidae (Theropoda: Aves) from the Late Mesozoic of Northeastern China.» En: Bulletin of the American Museum of Natural History. American Museum of Natural History, New York 242.1999.  ISSN 0003-0090
- Goernemann, Andrea: «Osteologie eines Exemplars von Confuciusornis aus der unteren Kreide von West-Liaoning, China.» En: Archaeopteryx. Pfeil, Eichstätt  (München) 17.1999, S. 41-54. ISSN 0933-288X
- Lian-Hai Hou, Zhong-He Zhou, Larry D. Martin, Alan Feduccia: «A beaked bird from the Jurassic of China.» En: Nature. Macmillan Jounals, London  377.1995, S. 616-618. ISSN 0028-0836
- Qiang Ji, Luis M. Chiappe, Shu'an Ji: «A new Late Mesozoic confuciusornithid bird from China.» In: Journal of Vertebrate Paleontology. Chicago Ill  19.1999,1, S. 1-7. ISSN 0272-4634
- Larry D. Martin, Zhong-He Zhou, Lian-Hai Hou, Alan Feduccia: «Confuciusornis sanctus compared to Archaeopteryx lithographica.» In: Naturwissenschaften. Springer, Berlin-Heidelberg 85.1998, S. 286-289.  ISSN 0028-1042
- Qicheng Wu: Fossil Treasures from Liaoning. Geological Publishing House, Beijing 2002.  ISBN 0-520-20094-2
- Zhong-He Zhou: «The origin and early evolution of birds: discoveries, disputes and perspectives from fossil evidence.» En: Naturwissenschaften. Springer, Berlin-Heidelberg 91.2004, S. 455-471. ISSN 0028-1042
- Zhou, Z. & Zhang, F. (2003): «Jeholornis compared to Archaeopteryx, with a new understanding of the earliest avian evolution.» Naturwissenschaften 90: 220–225. PDF.

### Aptitud de vuelo, estilo de vida, comportamiento social, reproducción
- Chiappe, Luis M.; Shu'an Ji, Qiang Ji, Mark A. Norell: ver entrada previa
- Dalsätt, J.; Z. Zhou, Z. Zhang, P. G. P. Ericson: «Food remains in Confuciusornis sanctus suggest a fish diet.» En: Naturwissenschaften. Springer, Berlin-Heidelberg 93.2006, S. 444-446. ISSN 0028-1042
- Ligon, J. David : The Evolution of Avian Breeding Systems. Oxford University Press, Oxford 1999.  ISBN 0-19-854913-X
- Peters, Dieter Stefan; Qiang Ji: «Mußte Confuciusornis klettern?» En: Journal für Ornithologie. Berlin 140.1999, S. 41-50. ISSN 0021-8375
- Varricchio, David J.; Frankie D. Jackson: Origins of avian reproduction: answers and questions from dinosaurs. En: Palaeovertebrata. Montpellier 32.2003,2-4, S. 149-169.  ISSN 0031-0247
- Senter, Phil : «Scapular orientation in theropods and basal birds, and the origin of flapping flight.» Acta Palaeontologica Polonica 51(2): 305–313.(2006)

### Crecimiento, desarrollo individual
- Anusuya Chinsamy, Andrzey Elzanowski: '«Evolution of growth patterns in birds.» En: Nature. Macmillan Jounals, London 412.2001, S. 402-403. ISSN 0028-0836
- Padian, Kevin; Armand J. de Ricqlès, John R. Horner: «Dinosaurian growth rates and bird origins.» En: Nature. Macmillan Jounals, London 412.2001, S. 405-408.  ISSN 0028-0836
- de Ricqlès, A. J.; K. Padian, J. R. Horner, E.-T. Lamm, N. Myhrvold: «Osteohistology of Confuciusornis sanctus (Theropoda:Aves).» En: Journal of Vertebrate Paleontology. Chicago 23.2003,2, S.373-386.  ISSN 0272-4634

### Bioestratigrafía del macizo de Yixian
- Xiao-lin Wang, Yuan-qing Wang, Fu-cheng Zhang, Jiang-Yong Zhang, Zhong-He Zhou, Fan Jin, Yao-Ming Hu, Gang Gu, Hai-Chun Zhang: «Vertebrate Biostratigraphy of the Lower Cretaceous Yixian Formation in Lingyuan, Western Liaoning and its neighboring southern Nei Mongol (Inner Mongolia), China.» En: Vertebrata Palasiatica. Kexue Chubanshe, Beijing 38.2000,2, S. 81-99.  ISSN 1000-3118
- Zhong-He Zhou, Paul M. Barett, Jason Hilton: «An exceptionally preserved Lower Cretaceous ecosystem.» En: Nature. Macmillan Jounals, London  421.2003, S. 807-814. ISSN 0028-0836